# Université Kean
L'université Kean (en anglais : Kean University ou KU) est une université publique américaine située à Union, dans le comté d'Union, au New Jersey.

## Source
- (en) Cet article est partiellement ou en totalité issu de l’article de Wikipédia en anglais intitulé « Kean University » (voir la liste des auteurs).